# Konstantin Gueorguievitch Totibadze
Kostya Totibadze
Pour les articles homonymes, voir Totibadze.
Konstantin Georgievich Totibadze (en géorgien : კონსტანტინე გიორგის ძე თოთიბაძე), aussi connu sous le nom de Kostya Totibadze, né le 8 septembre 1969 à Tbilissi est un artiste peintre et illustrateur russe d’origine géorgienne.

## Jeunesse
Konstantin Georgievich Totibadze (Kostya) est né le 8 septembre 1969 à Tbilissi. Il hérite la passion de l’art de son grand-père maternel Apollon Kutateladze (dont l'Académie des Beaux-Arts de Tbilissi est éponyme) et de son père Georgy Konstantinovich Totibadze, artiste peintre géorgien qui fut pendant dix ans (de 1972 à 1982) recteur de cette même académie. 
Konstantin vit dans la maison paternelle  au 11, rue Zandukeli (anciennement rue Djavakhishvili) à Tbilissi jusqu’à l’âge de huit ans. Il part vivre à Moscou en 1977 avec sa  mère Nana Kutateladze, son frère ainé et sa petite sœur pour partager ensemble jusqu’en 1983 l’atelier de son grand-père au 9, rue Verkhnyaya Maslovka dans la Cité des artistes (ru). 
Ses voisins de palier sont alors Alexander Tyshler (ru) et Sergei Luppov. Son premier professeur de dessin et de peinture sera Dmitry Ivanovich Khamin.
Depuis son enfance Konstantin s’entraîne au Karaté Shitō-ryū avec V .I. Eidlin. Il deviendra triple champion de la Russie et obtiendra la médaille de bronze au championnat du monde du karaté. Ses autres professeurs sont Mabuni_Kenei (en) et Hidetoshi Nakahashi.

## Carrière et études
En 1985 Konstantin intègre l'Académie des Beaux Arts de 1905 de Moscou (ru).
À partir de 1988 il  poursuit ses études à Tbilissi, à l’École Académique des Beaux Arts dite de «Nikoladze (ru). De 1989 à 1991 il étudie à l'Académie des Beaux-Arts de Tbilissi dans  les ateliers de Georgi Aleksi-Meskhishvili (en), Parnaose Lapishvili et de Georgy Konstantinovich Totibadze, son père.
Durant cette période Konstantin peint une série de paysages de Tbilissi d'une manière libre et expressive.
De 1994 à 1995 Konstantin Totibadze vit à Paris et commence à travailler sur une série de natures mortes qui par la suite vont devenir son sujet de prédilection.
En 1996 il prépare une série de toiles à Hong-Kong. Les tableaux de cette série seront achetés par des collectionneurs représentants de la diaspora japonaise. 
De 1997 à 1998 l’artiste vit et travaille à San Francisco.
À partir de 2000,  Konstantin entame  une nouvelle série de natures mortes dans lesquelles sa maîtrise du style néo-classique s'oppose avec l’ironie des sujets qu’il choisit. 
Depuis 2007, l’artiste travaille dans son atelier qui se trouve dans les bâtiments de l'Institut de l’Architecture et du Design « Strelka ». 
Le 28 janvier 2016,  Konstantin Totibadze, son frère Georgy Georgevich Totibadze, Marina Tsurtsumia  (cinéaste et scénariste russe d’origine géorgienne) et Georgi Tasker (petit-fils du photographe ukrainien Moisei Tasker) ouvrent ensemble la galerie d’Art « Totibadze Gallery », au Centre d’Art Contemporain de Winzavod (en) à Moscou.
Depuis, la galerie a exposé les productions de nombreux  artistes dont Alena Kirtsova, Olga (ru) et Alexandre Florenski (ru), Alexander Zakharov (ru), Ruben Monakhov, Sergey Zuev , Muriel Rousseau et Andrey Sarabianov.
Il participe à des actions caritatives pour lever des fonds pour des orphelinats en 2008, aider les jeunes sans-abris Moscovites, dans le cadre du SAMU social de Moscou en 2009 et pour aider les victimes des inondations en Géorgie en 2015 en donnant ses œuvres à des associations caritatives.

## Expositions
Les œuvres de Kostya ont été présentes dans les expositions suivantes:
- 1989   « Exposition des jeunes artistes», Manezh, Moscou, Russie
- 1989 : « Styx »,  Moscou, Russie
- 1990 : « Hosp » Galerie, Innsbruck, Autriche
- 1992 : « Moi, Gogi und anderen », Maison Centrale des artistes, Moscou, Russie
- 1993 : Exposition personnelle, Maison Centrale des artistes, Moscou, Russie
- 1994 : Exposition personnelle, Journal « L’évènement de jeudi » Paris, France
- 1995 : « Exposition des peintres russes », Unesco, Paris, France
- 1996 : « Galerie en Galerie »,   Musée National Tretiakov Galerie, Moscou, Russie
- 1996 : « Le Songe d’une Nuit d’été », Musée National des Arts orientaux Moscou
- 1996 : Exposition personnelle, Galerie  L. Bruck, Maison Centrale des artistes, Moscou, Russie
- 1997 : « Art Manezh », Moscou, Russie
- 1998 : « Exposition des peintres russes », Galerie « Diana » Washington DC, États-Unis
- 1998 : « Art Salon », Maison Centrale des artistes, Moscou, Russie
- 2000 : « Art Manezh », Moscou, Russie
- 2001 : Exposition personnelle, Galerie « King », Berkeley, CA, États-Unis
- 2002 : « Art Manezh », Moscou, Russie
- 2003 : « Art Manezh », Moscou, Russie
- 2004 : « Art Manezh », Moscou, Russie
- 2004 : Exposition « Art Party »,  « Yakut Gallery », Moscou, Russie
- 2005 : Exposition « Baroque Party »,  « Yakut Gallery », Moscou, Russie
- 2005 : Exposition « Gourmaniada », Art Play, Moscou, Russie
- 2006 : « Art Manezh », Moscou, Russie
- 2006 : « Art Moscou », VP Studio, Moscou, Russie
- 2006 : Exposition personnelle, VP Studio, Moscou, Russie
- 2007 : Exposition personnelle « Jardins de Paradis », VP Studio, Moscou, Russie
- 2008 : « Art Manezh », Moscou, Russie
- 2009 : Exposition personnelle, « Atlas Art Gallery », Moscou, Russie
- 2010 : Georgy and Konstantin Totibadze, Painting, Mosfilm Galerie, Moscou
- 2012 : « Landscape » MMoMA, Moscou, Russie
- 2015 : « Ode à la nourriture » Galerie « Proun » Moscou
- 2016 : Espace 7, « Totibadze Gallery » Moscou
- 2018 : « Tbilisi Art Fair », Tbilissi, Géorgie[12]

## Collections publiques
Les œuvres de Konstantin Totibadze sont exposées dans de diverses galeries et musées dont le Musée des Arts orientaux de Moscou (ru) (1996) et le Musée des Arts modernes de Moscou (en) (2013).

## Publications
- (ru) Georgy Georgievich Totibadze, Kostantin Totibadze, Marco Cervetti et Nina Gomiashili, Gurmaniada. Italie [« Гурманиада. Италия »], Moscou, Независимая Газета,‎ 2004 (ISBN 5-86712-141-0)
- (ru) Georgy Georgievich Totibadze, Kostantin Totibadze et Nina Gomiashili (trad. du russe), Géorgie Entrée Plat Dessert [« Грузия Первое Второе Третье »], Moscou, Russie, Afisha Industries,‎ 2008, 165 p. (ISBN 978-5-91151-052-7)[14]
- (ru) Georgy Georgievich Totibadze et Konstantin Totibadze, Painting, Moscou, Atlas Art Gallery, 2009
- Gueorgui Gueorguievitch Totibadze, Konstantin Georgievich Totibadze, Landscape (bibliographie), Musée d'Arts modernes de Moscou, .

Enfants : Anton (1993), Maria (1996) Nina (2002), Tamara (2005), David (2007)  et Georgy (2009).